# Двадцять тисяч льє під водою
«Двадцять тисяч льє під водою» або «20 000 льє під водою» (фр. Vingt mille lieues sous les mers — «Двадцять тисяч льє під морями») — науково-фантастичний пригодницький роман французького письменника Жуля Верна, написаний у 1869–1870 роках.
Розповідь ведеться від особи головного героя, французького професора зоології П'єра Аронакса, який у гонитві за таємничою твариною потрапляє разом з товаришами на борт фантастичного підводного човна «Наутилус», збудованого капітаном Немо.

## Назва
20 тис. льє (ліг в англомовній традиції) — це понад 80 тис. кілометрів, що майже вдвічі більше за окружність Землі. Якщо ж вважати, що йдеться про морський льє (на відміну від сухопутного (4444,4 м) — 5555,5 м) — тоді це більш, як 100 тис. кілометрів. Назва роману стосується не глибини під водою, а довжини шляху, який подолали герої. Найбільша глибина занурення, згадана в романі, складає 4 ліги (16 кілометрів).

## Історія написання

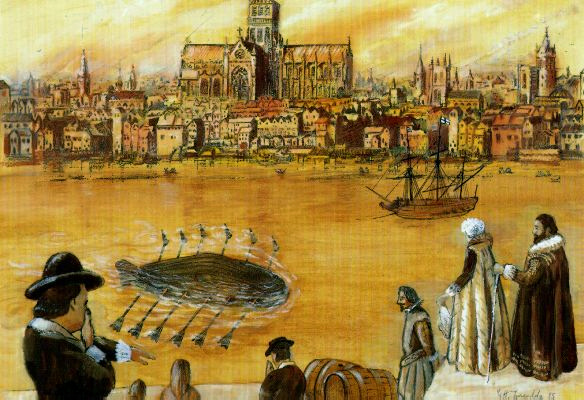
Демонстрація підводного човна Дреббеля на Темзі, 1620 рік

У липні 1865 року Жуль Верн одержав листа від письменниці Жорж Санд із подякою за надіслані романи «Подорож до центру Землі» і «Із Землі на Місяць». Молодий автор був зворушений прихильністю великої письменниці. Та особливо йому запала в душу одна фраза з її листа: «Сподіваюся, що незабаром Ви поведете нас у морські глибини і Ваші герої мандруватимуть у підводних апаратах, удосконалених Вашими знаннями та фантазією». Первісним сюжетом книжки було море й любов до нього. Однак Жуль Верн визнавав, що підводні простори таємничіші та цікавіші за морську поверхню. «Підводна мандрівка» — таким був задум роману, але назва кілька разів змінювалася: «Мандри під хвилями океану», «25 000 льє під водою» й нарешті «20 000 льє під водою».
Попри поширене уявлення, Жуль Верн не придумав підводний човен. На той час підводні човни вже існували та навіть застосовувалися в бойових діях. Однак письменник описав свій «Наутилус» як не допоміжний апарат, а автономне підводне судно, та передбачив низку технічних рішень, реалізованих у конструкції підводних човнів у наступні десятиліття.
Ідея апарата, в якому люди могли б долати значну відстань під водою, існувала задовго до XIX століття. Так, у середині 50-х років XVII століття французький монах Фурньє побував на Запорізькій Січі та описав «підводні піроги» козаків: просмолений човен перевертався, до його бортів прив'язувалися мішки з піском; повітря, яке залишалося під дном човна, вистачало, аби кілька чоловік могли непомітно підкрастися по мілководдю до ворога. Першим робочим підводним судном, здатним проводити під водою декілька годин, рухаючись веслами, стала підводна галера голландського механіка та фізика Корнеліуса Дреббеля, побудована в 1620 році. Проте вона слугувала радше розвагою для публіки.
Перший справжній підводний човен з металевою обшивкою збудував американський механік Вашнелл у 1775 році. Апарат отримав назву «Черепаха» та нагадував яйце, що складалося з двох половинок, скріплених болтами, й приводилося в рух веслувальним гвинтом, який обертався з допомогою руків'я. «Черепаха» загинула на рейді Нью-Йорка при спробі підірвати англійський корабель «Ігл». 1797 року, в розпал війни Франції проти Англії, американський інженер Роберт Фултон запропонував французькому урядові свій проект підводного човна «Наутилус». Човен мав видовжену сигароподібну форму, мідний корпус був укріплений залізним каркасом. Коли човен спливав на поверхню, то розкладана щогла з вітрилом перетворювала його на надводний корабель. Жуль Верн добре вивчив конструкцію підводних човнів тогочасних винахідників Аунлея, Бауера, а велике судно «Плонжер» письменник бачив на власні очі. Від «Черепахи» до «Плонжера» минуло майже 90 років, але підводні човни все одно були неповороткі, повільні, а головне — нездатні зберігати рівновагу під водою. Найбільші труднощі були пов'язані з відсутністю механічного двигуна й надійної системи керування. «Наутилус», створений уявою Жуля Верна на сторінках роману, втілював ідеальний підводний човен, позбавлений цих недоліків. Розвиваючи популярну в той час тему механізмів, рухомих електрикою, письменник оснастив підводний човен потужним електричним двигуном, неможливим у час написання роману. Перший підводний човен, який приводився в дію електричним струмом, з'явився лише через двадцять років після того, як Жуль Верн опублікував свій роман. Довжина «Наутилуса» — 70 метрів, ширина — 8 метрів, водотоннажність — 1500 тонн. У часи Жуля Верна ці цифри вражали, і навіть за сучасності відповідають розмірам середнього підводного човна. Подвійний корпус «Наутилуса», що захищає від тиску води — геніальний здогад Жуля Верна, пізніше реалізований французьким інженером Лефебом через тридцять років після виходу роману «20 000 льє під водою».

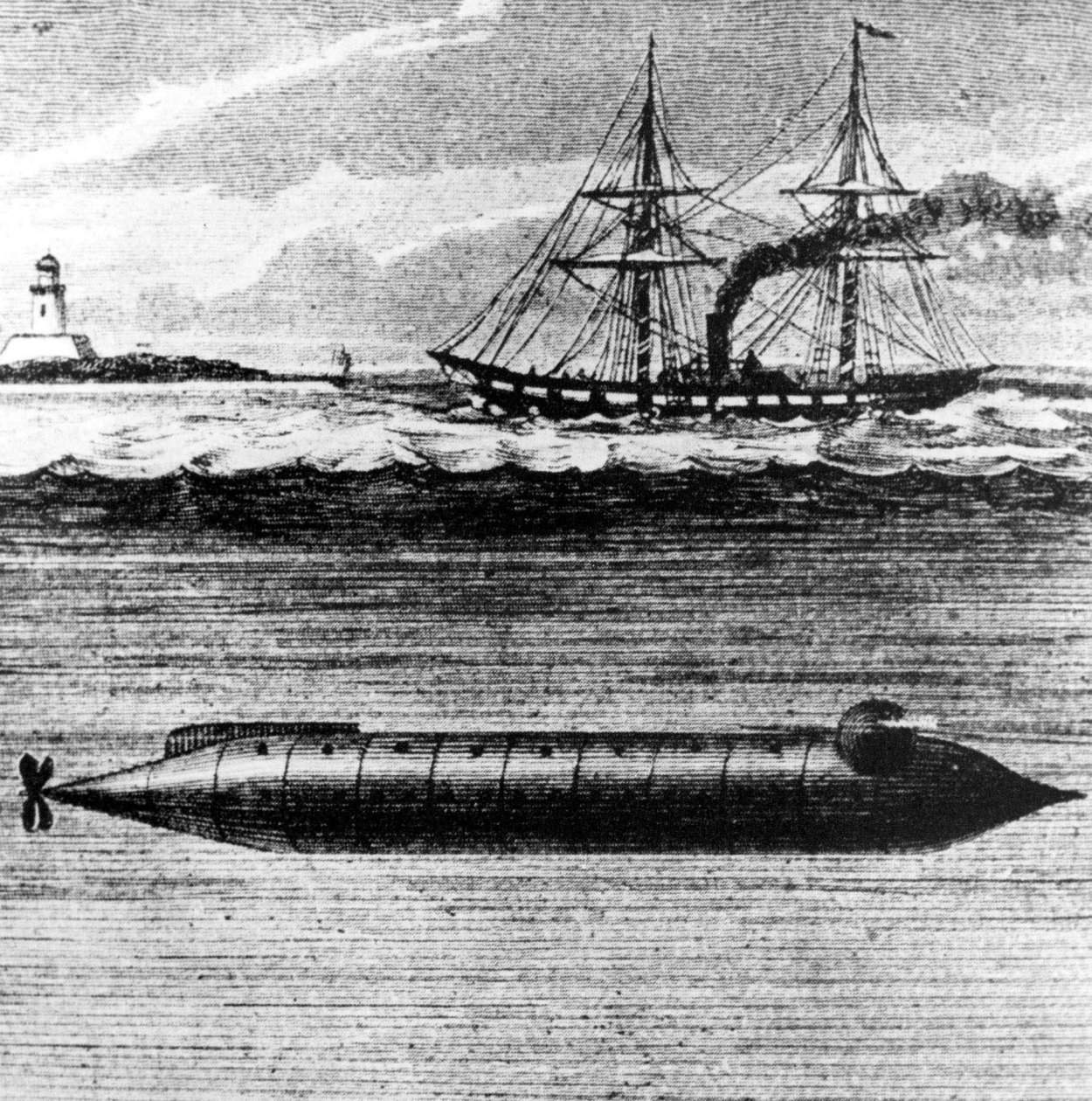
Підводний човен США «Алігатор» збудований 1862 року

Підводні човни, що існували на момент написання роману, слугували для військових потреб. Так, «Алігатор» був збудований Північчю для участі в Громадянської війни в США, проте затонув під час буксирування в шторм 1863 року. В 1864 підводний човен «Ганлі» підірвав судно флоту Півночі «Г'юстонік» міною, але сам загинув при цьому. Американський конструктор Саймон Лейк назвав «Наутилус» капітана Немо першим цивільним підводним човном. Його так захопила ідея Жуля Верна, що він присвятив дослідженням у цій галузі все своє життя. «Наутилус» капітана Немо посідає певне місце в історії підводної навігації, оскільки Жуль Верн зумів правильно визначити шляхи її подальшого розвитку й стимулював роботу винахідницької думки. Та все ж «Наутилус» — не стільки наукове передбачення, як художній образ, через який розкриваються персонажі, зокрема творець «Натилуса» — капітан Немо.
У березні 1869 року було розпочато публікацію роману «20 000 льє під водою» в паризькому «Журналі виховання та розваг» з передмовою автора: «Сподіваюся, що й ця подорож під водами океану збагатить і зацікавить читачів так само, як і попередні, коли не більше… Бажання хоч би там що відкрити цей цікавий, вигадливий, майже невідомий світ коштувало мені неабияких зусиль і труднощів». Складність, за зізнанням самого Жуля Верна, полягала в тому, щоб «зробити правдоподібними зовсім неймовірні речі». А щоб переконати своїх сучасників, письменникові недостатньо було подати вагомий «реалістичний матеріал», — треба було змусити читачів мандрувати в уяві разом на підводному човні. Для цього він застосовує певні художні засоби. По-перше, розповідь у романі ведеться від першої особи: професор Аронакс, працівник Паризького музею природничої історії, автор багатьох робіт з океанології, змальовує те, що він бачив під водою.
Основним чинником переконливості є наукові дані, якими рясніє роман. Взяті з наукових праць відомості й детальні описи підводної флори та фауни, будови морського дна подаються в романі цілими блоками через певні інтервали. Це саме стосується й посилань на історичні події, а також конкретні географічні маршрути «Наутилуса».

## Сюжет

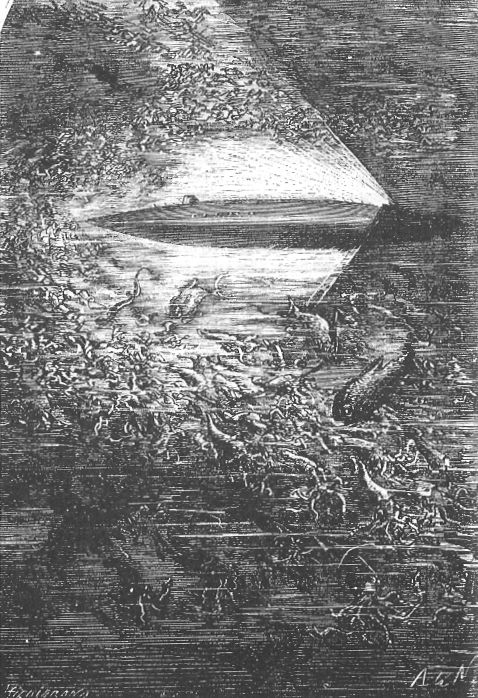
«Наутилус», оточений морськими тваринами, ілюстрація Альфонса де Невіля, 1871 р.

В 1866 році в новинах дедалі частішають повідомлення про випадки, коли моряки в різних частинах світу спостерігають незвичайний об'єкт, схожий на величезного кита, що рухається з неймовірною швидкістю. Згодом надходять відомості про напад істоти на декілька кораблів, що завдала їм серйозних пробоїн. У 1867 для знищення істоти споряджається військовий фрегат США «Авраам Лінкольн», обладнаний як вітрилами, так і гребними гвинтами.
Французький професор Аронакс — поважний і незворушний учений, вирішує з'ясувати що саме зустрічають моряки та приєднується до команди «Авраама Лінкольна». Він сумнівається чи може тварина пробити корпус залізного корабля, здійснює розрахунки та врешті вирішує вполювати загадкову тварину, щоб дослідити. Плавання триває три місяці безрезультатно, поки біля берегів Японії корабель не зазнає атаки шуканої істоти, яку екіпаж сприймає за нарвала. Кит таранить фрегат носом, Нед стріляє гарпуном, але він відскакує від істоти. Аронакс, його слуга Консель і канадець-гарпунник Нед Ленд опиняються за бортом, але потрапляють на острівець. Невдовзі вони розуміють, що це обшивка підводного човна, якого вони сприйняли за кита. З люка виходять мовчазні матроси, що забирають потерпілих всередину човна.
Гостей чи то пак в'язнів розміщують в камері з електричним освітленням. Згодом їх відвідує «капітан Немо» (лат. Немо — Ніхто), котрий і керує підводним човном «Наутилус» (лат. Nautilus — кораблик). Він дорікає за те, що вони полювали на човен, але ставиться до гостей прихильно. Немо проводить їм екскурсію, показуючи, що «Наутилус» працює на електриці й цілком автономний, він не належить жодній державі. Три роки тому капітан Немо, разом із своїми товаришами-однодумцями збудували «Наутилус» і назавжди порвали контакти з сушею.
Немо не бажає аби таємниця «Наутилуса» розкрилася, тому вирішує тримати на борту професора та його супутників безстроково. Ті мусять погодитися, але не полишають надії колись покинути борт. Немо пропонує Аронаксу приєднатися до досліджень підводних просторів, але ігнорує його товаришів. З огляду на це Нед Ленд задумується влаштувати бунт проти Немо і капітан вирішує залучати всіх трьох до наукової діяльності.
«Наутилус» упродовж семи місяців пропливає океани Землі, крім Північного Льодовитого океану. Немо бере Аронакса на дослідження дна для збору зразків підводних організмів, для чого вони користуються водолазними костюмами. «Наутилус» пливе Тихим океаном і на трохи зупиняється біля Нової Гвінеї, щоб набрати в джунглях припасів. Нед закликає Аронакса та Конселя втекти, але їх доводиться повернутися через напад тубільців. Підводний човен пливе далі Індійським океаном, ловить рибу сітями та збирає нові зразки та перлини. Вийшовши за борт в костюмах, герої зазнають нападу акул і Немо рятує від них Аронакса.
Немо планує відвідати Середземне море, для чого «Наутилус» пропливає по підземному тунелю, розташованому між Африкою та Аравійським півостровом. Біля Греції Немо зустрічає свого знайомого Ніколя, для якого залишає золото. Поки «Наутилус» пливе Середземним морем, Аронакс здогадується, що Немо допомагає різним пригнобленим народам боротися проти колонізаторів.
Запливши в Атлантичний океан, герої бачать на дні залишки Атлантиди, серед яких досі вивергається підводний вулкан, який потопив її. Немо демонструє, що він також проти полювання на китів, за винятком полювання для їжі. Пливучи на південь, «Наутилус» досягає Південного полюса (у час написання роману існування Антарктичного материка було ще не доведено), але застрягає в льодах, а запаси повітря вичерпуються. Завдяки зусиллям екіпажу підводний човен вдається звільнити та продовжити плавання.
«Наутилус» прямує до Мексиканської затоки, де зазнає нападу велетенських спрутів, у бою з ними гине один з членів екіпажу, француз за національністю. Потім судно запливає в Гольфстрім і біля Ньюфаундленда відвідує залишки потонулого корабля. Аронакс здогадується, що корабель пов'язаний з минулим Немо. В липні 1868 «Наутилус» вступає в бій з військовим кораблем (національна належність якого залишається для Аронакса і його супутників таємницею) і топить його таранним ударом. Нед Ленд виявляє, що «Наутилус» перебуває неподалік від суші та пропонує, поки Немо відволікся, викрасти шлюпку, щоб втекти. Героям це вдається, проти вони потрапляють в Мальстрем — потужну водоверть, але все ж дістаються до берега Норвегії.
Наприкінці Аронакс роздумує над долею Немо та робить висновок, що той напевне й надалі плаває в океані на «Наутилусі». Аронакс сподівається, що науковий інтерес Немо переможе жагу помсти.

## Тематика та підтекст

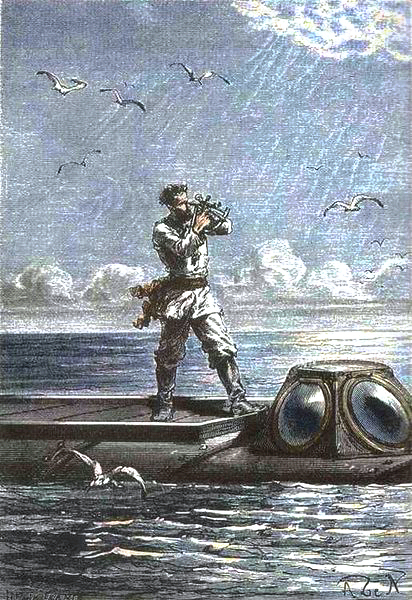
Капітан Немо

У романі є чимало відсилок до Біблії та античної міфології. До моменту точної ідентифікації «Наутилуса» як підводного човна, в тексті 34 рази зустрічається слово «монстр», 23 рази — «лікорн» чи «нарвал» у значенні рідкісної надприродної тварини; 23 рази — назви різноманітних китоподібних, теж у значенні тварин-чудовиськ; 10 разів — слово «тварина» з епітетами «надприродна», «незвичайна» тощо. І лише один раз висловлюється припущення про підводний човен, яке, втім, відразу ж відкидається з огляду на технічні можливості 1868 року: повністю виключається, що корабель може пересуватися настільки швидко, на такі великі відстані й мати таку таранну силу. Проте «Наутилус» аж ніяк не втрачає ореолу «міфічності», коли з'ясовується, що це — механічний апарат. Жуль Верн пише: «Існує одна гарненька тваринка, зустріч із якою, на думку стародавніх, провіщає щастя. Арістотель, Афіней, Пліній та Оппіан вивчали її уподобання й нахили і на змалювання її вичерпали всі поетичні засоби Греції й Риму. Вони назвали це створіння „наутилус“, або „помпіліус“. Але новіша наука не закріпила таких назвиськ, і сьогодні цього молюска знають під ім'ям „аргонавта“». Учений-природозвавець Кюв'є порівнює спіралеподібну мушлю з тендітним човником: збудована з речовини, яку виділяють два верхні мацаки молюска, мушля носить у собі тваринку, яка ніколи до неї не приростає.
«…Аргонавт спроможний скинути свою мушлю, але цього ніколи не буває», — говорить Аронакс своєму служникові Конселеві. «Точнісінько, як і капітан Немо, — розважливо відповідає той».
Девіз «Наутилуса» «Mobilis in mobile» («Рухомий у рухомому») — пов'язаний з морем: море носить у собі човен, а він носить у собі героя. В романі «Наутилус» порівнюється з біблійним чудовиськом, яке проковтнуло Йону. «Наутилус» — міфічний кит, священне чудовисько, рятівник і справедливий суддя. За висловом самого Жуля Верна, «святий ковчег», здатний і захистити, і покарати, як, наприклад, в епізоді, коли човен «відштовхує» дикунів, що намагаються його захопити, за допомогою власної електричної сили, що здається тубільцям магією.
Господар човна капітан Немо — творець «чудовиська» — уподібнюється до Творця всіх речей; «Наутилус» — його еманація, інструмент, «плоть від плоті», «розумний, відважний, неприступний». Капітан Немо — сучасний Одіссей. Саме його ім'я перебуває в очевидному зв'язку з давньогрецьким героєм, який у 9-й пісні Гомерової «Одіссеї» на запитання циклопа Поліфема, як його звати, відповів: «Ніхто». Утім, у капітана своє тлумачення власного імені: він хоче бути ніким для світу. Мандруючи морями, він не прагне повернення до рідного дому на суші, він відмовився від «того нестерпного земного тягаря, що люди називають волею». Немо цілком присвятив своє життя морю. Стриманий і незворушний, він виголошує справжній гімн на честь моря, захоплено прославляючи його велич і багатства: «Море — це все… Його дихання — чисте, живодайне. Тільки в його неосяжному просторі людина ніколи не самітна, бо вона відчуває довкола трепет життя. Море — лоно, що в ньому плодяться й живуть найдивовижніші створіння, море — рух і любов; море — вічне життя…»; на переконання капітана Немо, море — символ цілковитої свободи. «Тут вищий спокій. Море не підвладне жодному деспотові. На його поверхні деспоти ще здатні чинити беззаконня, воювати, винищувати, переносити на неї всі земні жахи. Але на глибині тридцяти футів під водою їхні можливості вичерпуються, будь-які втручання марні. Тільки тут я почуваюся незалежним! Тут я не знаю над собою володарів! Тут я вільний!»
Море зробило капітана Немо істотою не лише поза людством, я й понад ним. Немо міг би прагнути стати володарем світу, як це сталося з іншим героєм Жуля Верна в творі «Володар світу», де геніальний винахідник відмежовує себе від суспільства, яке зневажає. Щоправда, капітана Немо переповнює ненависть до колонізаторів, яка має деякі винятки: це Аронакс і його супутники, а також повстанці (на Кіпрі) й гноблені всіх націй. Немо збирає скарби океану не для себе: «Хто вам сказав, що з їхньою допомогою я не роблю добрих справ? Я знаю, що на землі існують невтішне горе, нещастя, пригноблені народи, які волають про поміч, і жертви, що закликають до помсти…». Капітан Немо втаємничений у речі, незбагненні для інших людей. Він живе не тільки поза людством, але й поза часом. Однак це не застиглий, статичний персонаж. Аронакс часто спостерігає в нього глибокий смуток, який нерідко межує з відчаєм. Щоразу він ніби кидає виклик несамовитій стихії, залишаючись на палубі під час шторму, «вбираючи в себе душу бурі». Він уважає, що має право чинити суд в ім'я справедливості. Та це зрештою призводить до легковажності і водоверть поглинає «Наутилус» і капітана Немо.

## Адаптації

### Фільми
- «200 000 льє під водою» (фр. 200,000 lieues sous les mers, 1907) — французький німий короткометражний фільм Жоржа Мельєса;
- «20 000 ліг під водою» (англ. 20,000 Leagues Under the Sea, 1916) — американський німий фільм;
- «20 000 ліг під водою» (англ. 20,000 Leagues Under the Sea, 1954) — фільм Річарда Флейшера від студії Діснея;
- «Капітан Немо і підводне місто» (англ. Captain Nemo and the Underwater City, 1969) — британський фільм, заснований на романі;
- «Чорна діра» (англ. The Black Hole, 1979) — вільна адаптація студії Діснея в космічному антуражі;
- «Ліга видатних джентльменів» (англ. The League of Extraordinary Gentlemen, 2003) — американський фільм за однойменним графічним романом Алана Мура, де присутні капітан Немо та «Наутилус»;
- «30 000 ліг під водою» (англ. 30,000 Leagues Under the Sea, 2007) — американський фільм, адаптація роману в сучасному антуражі.

### Телебачення
- «Двадцять тисяч ліг під водою» (англ. Twenty Thousand Leagues Under The Sea, 1947) — американський півгодинний епізод передачі NBC «Улюблена історія» (англ. Favorite Story). Було обрано як улюблену історію Орсона Веллса;
- «20 000 ліг під водою» (англ. 20,000 Leagues Under the Sea, 1952) — американська двосерійна адаптація для антології «Оповіді завтрашнього» (Tales of Tomorrow);
- «20 000 ліг під водою» (англ. 20,000 Leagues Under the Sea, 1972) — американський двосерійний анімаційний фільм Rankin/Bass для Фестивалю сімейної класики (Festival of Family Classics). Анімацію виконано на японській студії Topcraft;
- «Капітан Немо» (рос. Капитан Немо, 1975) — радянський трисерійний фільм за мотивами роману, знятий на Одеській кіностудії;
- «Підводні пригоди капітана Немо» (англ. The Undersea Adventures of Captain Nemo, 1975) — американська анімаційна футуристична версія;
- «Повернення капітана Немо» (англ. The Return of Captain Nemo, 1978) — американський серіал, вільне продовження, де «Наутилус» опиняється в сучасності;
- «20 000 ліг під водою» (англ. 20,000 Leagues Under the Sea, 1985) — австралійський анімаційний фільм Burbank Films Australia;
- «20 000 ліг під водою» (англ. 20,000 Leagues Under the Sea, 1997) — американський мінісеріал від Village Roadshow;
- «20 000 ліг під водою» (англ. 20,000 Leagues Under the Sea, 1997) — американський мінісеріал від Hallmark;
- «Надія: Таємниця блакитних вод» (англ. Nadia: The Secret of Blue Water, яп. ふしぎの海のナディア, 1990—1991) і «Надія: таємниця Фуззі» (англ. Nadia: The Secret of Fuzzy, 1992) — японський анімаційний серіал за мотивами роману;
- «20 000 ліг під водою» (англ. 20,000 Leagues Under the Sea, 2002) — анімаційний фільм DIC за мотивами роману.

## Переклади українською
- Жуль Верн. Вісімдесят тисяч кілометрів під водою. Переклад з російської: Олексій Варавва. — Харків: Пролетарій, 1928 (перевидано у 1935, 1936).
- Жуль Верн. 20 000 льє під водою. Переклад з французької: Тетяна Черторижська та Вадим Пащенко. — Київ: Молодь, 1956. — 384 с. (серія «Бібліотека пригод та наукової фантастики»).
- Жуль Верн. 20 000 льє під водою. Переклад з французької: Дмитро Паламарчук; ілюстрації: Невіл та Ріу. — Київ: Веселка, 1970. — 404 с.
- Жуль Верн. 20 000 льє під водою. Переклад з російської: Інна Базилянська; ілюстрації: Ю. Чурсин. — Харків: Вид. дім «Школа», 2004. — 384 с. — ISBN 979-966-811-453-2(серія «Бібліотека пригод»)
- Жуль Верн. 20 000 льє під водою. Переклад з французької: Оксана Дьоміна; ілюстрації: А. Н. Недял; обкладинка: Н. В. Хроменко. — Донецьк: БАО, 2006. — 416 с. (серія «Бібліотека світового бестселера») — ISBN 966-338-298-8.
- Жуль Верн. 20 000 льє під водою. Переклад з французької: Олександр Тиманюк, Світлана Суліма; адаптація: М. Д. Фогель. Харків: КСД, 2007. — 159 с. — ISBN 978-966-343-668-5 (примітка: адаптація для дітей).
- Жуль Верн. 20 000 льє під водою. Переказ з французької: Л. Кузнєцова; художник: Володимир Котляров. — Київ: KM Publishing, 2009. — 461 с. — ISBN 978-617-538-078-9 (примітка: переказ для дітей).